# Rhynchocyon petersi
Rhynchocyon petersi là một loài động vật có vú trong họ Macroscelididae, bộ Macroscelidea. Loài này được Bocage mô tả năm 1880.

## Hình ảnh

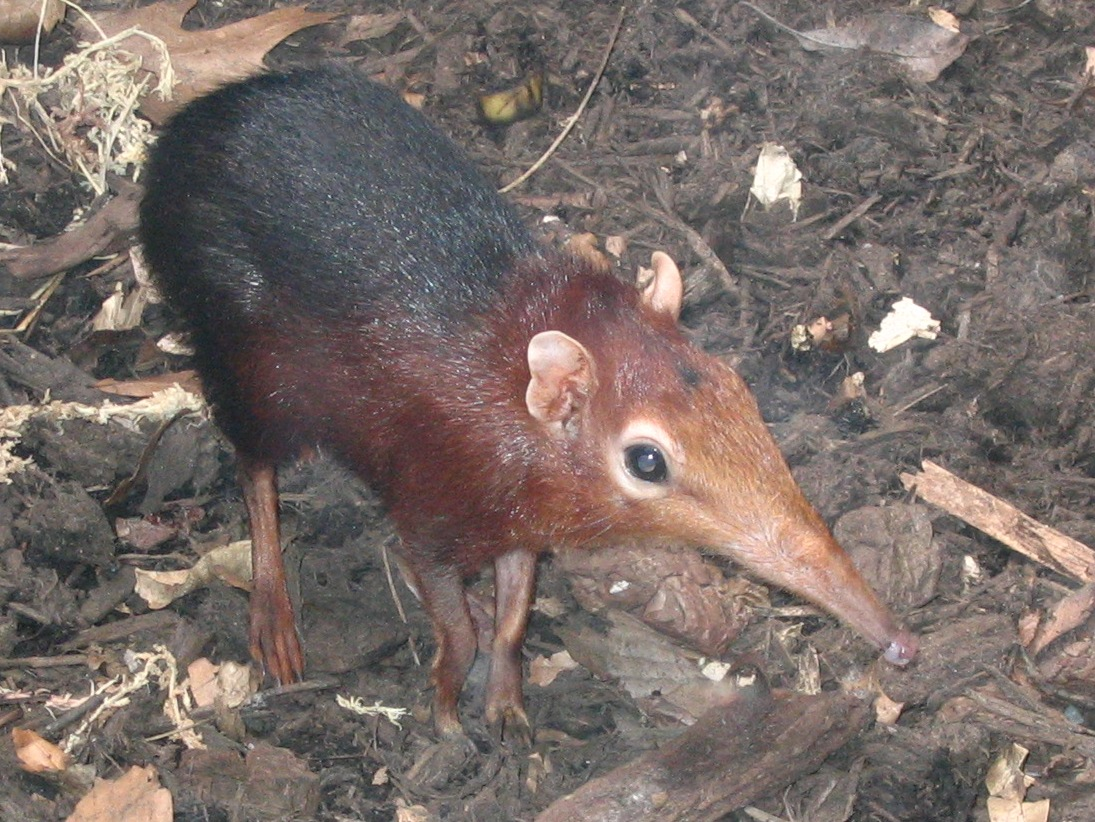
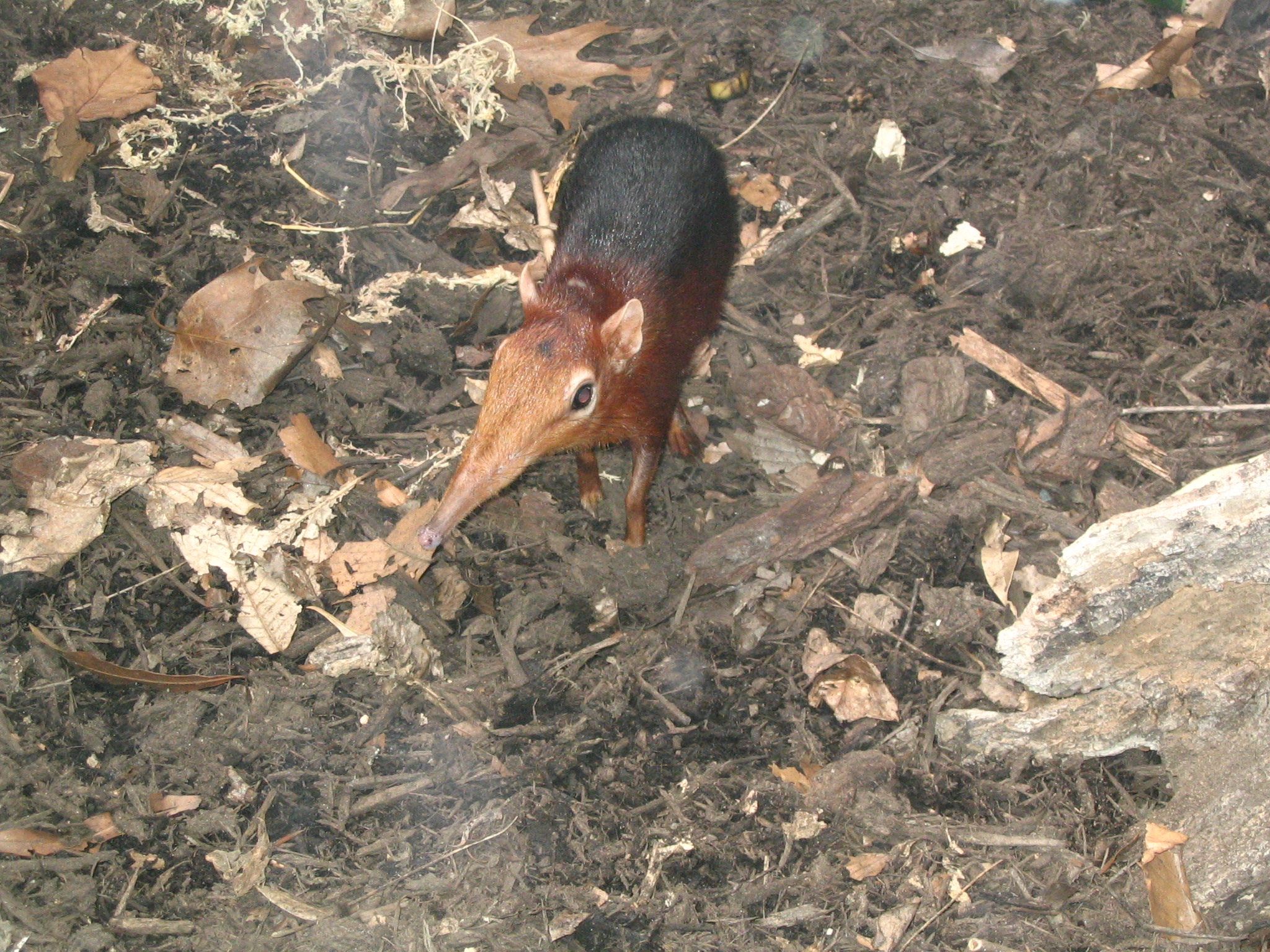
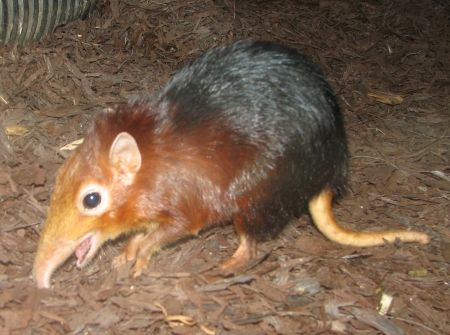
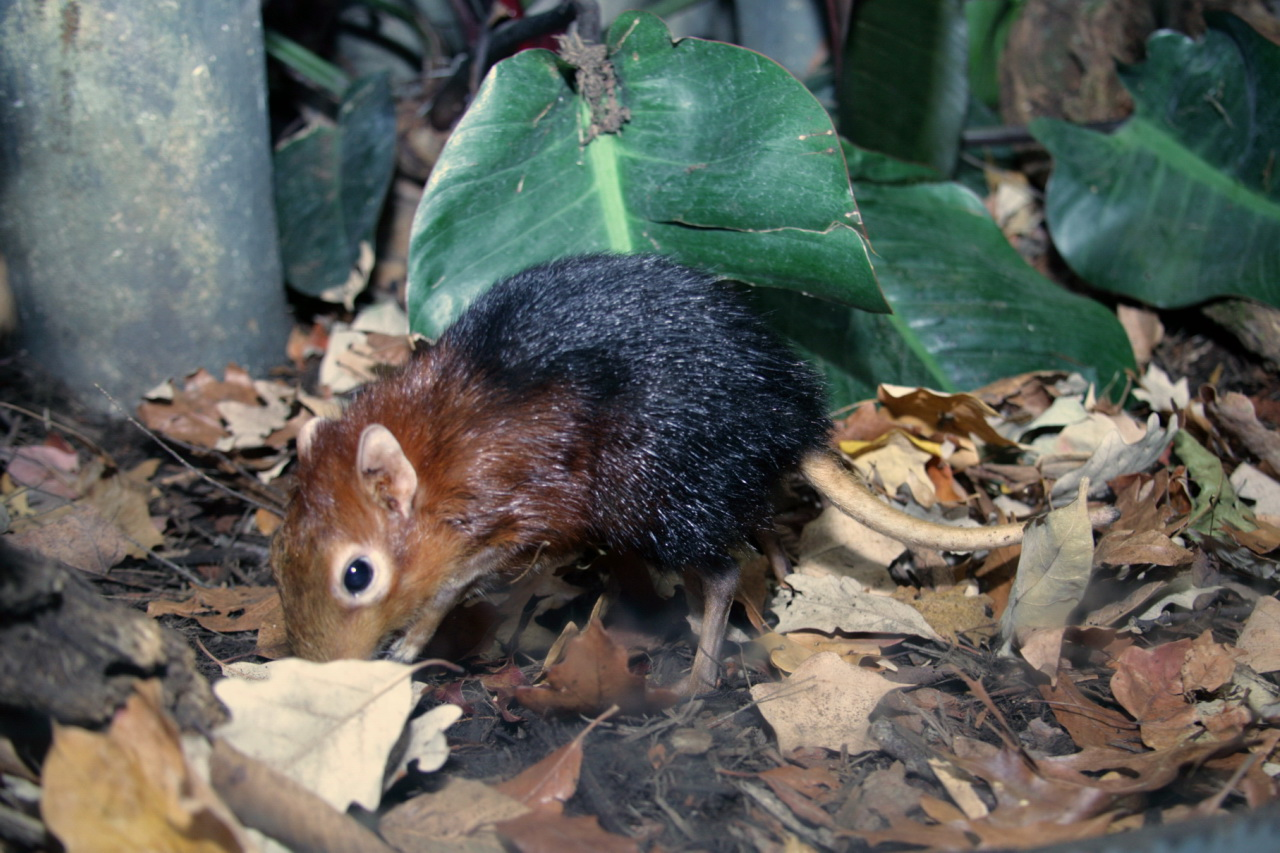